# UAE Tour 2022
4. ročník etapového cyklistického závodu UAE Tour se konal mezi 20. a 26. únorem 2022 ve Spojených arabských emirátech. Celkovým vítězem se stal Slovinec Tadej Pogačar z týmu UAE Team Emirates. Obhájil tak své vítězství z předchozího ročníku. Na druhém a třetím místě se umístili Brit Adam Yates (Ineos Grenadiers) a Španěl Pello Bilbao (Team Bahrain Victorious). Závod byl součástí UCI World Tour 2022 na úrovni 2.UWT a je zahajujícím závodem tohoto seriálu.

## Týmy
Závodu se zúčastnilo 17 z 18 UCI WorldTeamů a 3 UCI ProTeamy. Cofidis, jediný UCI WorldTeam neúčastnící se závodu, odmítl svou pozvánku s odvoláním na plný závodní program. Týmy Alpecin–Fenix a Arkéa–Samsic dostaly automatické pozvánky jako nejlepší UCI ProTeamy sezóny 2021, ale druhý zmiňovaný tým se rozhodl nezúčastnil se závodu. Další 2 UCI ProTeamy (Bardiani–CSF–Faizanè a Gazprom–RusVelo) byly vybrány organizátory závodu, RCS Sport.
Vzhledem k tomu, že mnohé týmy měly závodníky a členy personálu pozitivně testované na covid-19, tak pouze 10 týmů přijelo s plným počtem 7 závodníků a dalších 7 týmů přijelo s 6 jezdci. Intermarché–Wanty–Gobert Matériaux a Trek–Segafredo byly schopné přijet pouze s 5 závodníky, zatímco tým Lotto–Soudal byl jediným týmem se 4 jezdci. Na poslední chvíli neodstartoval Děnis Někrasov z týmu Gazprom–RusVelo, celkem se tak na start postavilo 125 závodníků. Do cíle dojelo 122 jezdců.
UCI WorldTeamy
- AG2R Citroën Team
- Astana Qazaqstan Team
- Bora–Hansgrohe
- EF Education–EasyPost
- Groupama–FDJ
- Ineos Grenadiers
- Intermarché–Wanty–Gobert Matériaux
- Israel–Premier Tech
- Lotto–Soudal
- Movistar Team
- Quick-Step–Alpha Vinyl
- Team Bahrain Victorious
- Team BikeExchange–Jayco
- Team DSM
- Team Jumbo–Visma
- Trek–Segafredo
- UAE Team Emirates

UCI ProTeamy
- Alpecin–Fenix
- Bardiani–CSF–Faizanè
- Gazprom–RusVelo

## Trasa a etapy
| Etapa         | Datum         | Trasa                                      | Vzdálenost | Typ     | Typ                  | Vítěz                  |
| ------------- | ------------- | ------------------------------------------ | ---------- | ------- | -------------------- | ---------------------- |
| 1             | 20. února     | Madinat Zayed – Madinat Zayed              | 184 km     |         | Rovinatá etapa       | Jasper Philipsen (BEL) |
| 2             | 21. února     | Ostrov Al Hudayriat – Abú Zabí             | 176 km     |         | Rovinatá etapa       | Mark Cavendish (GBR)   |
| 3             | 22. února     | Adžmán (Al Zorah)                          | 9 km       |         | Individuální časovka | Stefan Bissegger (SUI) |
| 4             | 23. února     | Pevnost Fudžajra – Džabal Bil Ajs          | 181 km     |         | Horská etapa         | Tadej Pogačar (SLO)    |
| 5             | 24. února     | Rás al-Chajma – Ostrov Al Mardžán          | 182 km     |         | Rovinatá etapa       | Jasper Philipsen (BEL) |
| 6             | 25. února     | Expo 2020 Dubaj – Expo 2020 Dubaj          | 180 km     |         | Rovinatá etapa       | Mathias Vacek (CZE)    |
| 7             | 26. února     | Al Ajn (Pevnost Al Džahili) – Džabal Hafít | 148 km     |         | Horská etapa         | Tadej Pogačar (SLO)    |
| Celková délka | Celková délka | Celková délka                              | 1058 km    | 1058 km | 1058 km              | 1058 km                |

## Průběžné pořadí
| Etapa          | Vítěz            | Celkové pořadí   | Bodovací soutěž  | Sprinterská soutěž | Soutěž mladých jezdců | Soutěž týmů           |
| -------------- | ---------------- | ---------------- | ---------------- | ------------------ | --------------------- | --------------------- |
| 1              | Jasper Philipsen | Jasper Philipsen | Jasper Philipsen | Dmitrij Strakov    | Jasper Philipsen      | Bora–Hansgrohe        |
| 2              | Mark Cavendish   | Jasper Philipsen | Jasper Philipsen | Dmitrij Strakov    | Jasper Philipsen      | EF Education–EasyPost |
| 3              | Stefan Bissegger | Stefan Bissegger | Jasper Philipsen | Dmitrij Strakov    | Stefan Bissegger      | EF Education–EasyPost |
| 4              | Tadej Pogačar    | Tadej Pogačar    | Jasper Philipsen | Dmitrij Strakov    | Tadej Pogačar         | UAE Team Emirates     |
| 5              | Jasper Philipsen | Tadej Pogačar    | Jasper Philipsen | Dmitrij Strakov    | Tadej Pogačar         | UAE Team Emirates     |
| 6              | Mathias Vacek    | Tadej Pogačar    | Jasper Philipsen | Dmitrij Strakov    | Tadej Pogačar         | UAE Team Emirates     |
| 7              | Tadej Pogačar    | Tadej Pogačar    | Jasper Philipsen | Dmitrij Strakov    | Tadej Pogačar         | UAE Team Emirates     |
| Konečné pořadí | Konečné pořadí   | Tadej Pogačar    | Jasper Philipsen | Dmitrij Strakov    | Tadej Pogačar         | UAE Team Emirates     |

- Ve 2. etapě nosil Sam Bennett, jenž byl třetí v bodovací soutěži, zelený dres, protože lídr této klasifikace Jasper Philipsen nosil červený dres vedoucího závodníka celkového pořadí a druhý závodník této klasifikace Dmitrij Strakov nosil černý dres lídra sprinterské soutěže. Ze stejného důvodu nosil Mark Cavendish zelený dres ve 3. etapě.
- V etapách 2 a 3 nosil Xandres Vervloesem, jenž byl druhý v soutěži mladých jezdců, bílý dres, protože lídr této klasifikace Jasper Philipsen nosil červený dres vedoucího závodníka celkového pořadí.
- Ve 4. etapě nosil Tadej Pogačar, jenž byl druhý v soutěži mladých jezdců, bílý dres, protože lídr této klasifikace Stefan Bissegger nosil červený dres vedoucího závodníka celkového pořadí.
- V etapách 5 – 7 nosil João Almeida, jenž byl druhý v soutěži mladých jezdců, bílý dres, protože lídr této klasifikace Tadej Pogačar nosil červený dres vedoucího závodníka celkového pořadí.

## Konečné pořadí
| Legenda | Legenda                         | Legenda | Legenda                               |
| ------- | ------------------------------- | ------- | ------------------------------------- |
|         | Označuje lídra celkového pořadí |         | Označuje lídra sprinterské soutěže    |
|         | Označuje lídra bodovací soutěže |         | Označuje lídra soutěže mladých jezdců |

### Celkové pořadí
| Pořadí | Jezdec                  | Tým                     | Čas         |
| ------ | ----------------------- | ----------------------- | ----------- |
| 1      | Tadej Pogačar (SLO)     | UAE Team Emirates       | 25h 38' 16" |
| 2      | Adam Yates (GBR)        | Ineos Grenadiers        | + 22"       |
| 3      | Pello Bilbao (ESP)      | Team Bahrain Victorious | + 48"       |
| 4      | Aleksandr Vlasov (RUS)  | Bora–Hansgrohe          | + 54"       |
| 5      | João Almeida (POR)      | UAE Team Emirates       | + 55"       |
| 6      | Carlos Verona (ESP)     | Movistar Team           | + 1' 17"    |
| 7      | Rafał Majka (POL)       | UAE Team Emirates       | + 1' 24"    |
| 8      | Geoffrey Bouchard (FRA) | AG2R Citroën Team       | + 1' 46"    |
| 9      | Romain Bardet (FRA)     | Team DSM                | + 1' 46"    |
| 10     | David de la Cruz (ESP)  | Astana Qazaqstan Team   | + 1' 58"    |

### Bodovací soutěž
| Pořadí | Jezdec                   | Tým                   | Body |
| ------ | ------------------------ | --------------------- | ---- |
| 1      | Jasper Philipsen (BEL)   | Alpecin–Fenix         | 76   |
| 2      | Dmitrij Strakov (RUS)    | Gazprom–RusVelo       | 69   |
| 3      | Tadej Pogačar (SLO)      | UAE Team Emirates     | 54   |
| 4      | Adam Yates (GBR)         | Ineos Grenadiers      | 32   |
| 5      | Pavel Kočetkov (RUS)     | Gazprom–RusVelo       | 29   |
| 6      | Alessandro Tonelli (ITA) | Bardiani–CSF–Faizanè  | 28   |
| 7      | Olav Kooij (NED)         | Team Jumbo–Visma      | 28   |
| 8      | Sam Bennett (IRL)        | Bora–Hansgrohe        | 28   |
| 9      | Stefan Bissegger (SUI)   | EF Education–EasyPost | 21   |
| 10     | Mathias Vacek (CZE)      | Gazprom–RusVelo       | 21   |

### Sprinterská soutěž
| Pořadí | Jezdec                   | Tým                    | Body |
| ------ | ------------------------ | ---------------------- | ---- |
| 1      | Dmitrij Strakov (RUS)    | Gazprom–RusVelo        | 57   |
| 2      | Pavel Kočetkov (RUS)     | Gazprom–RusVelo        | 22   |
| 3      | Alessandro Tonelli (ITA) | Bardiani–CSF–Faizanè   | 19   |
| 4      | Luca Rastelli (ITA)      | Bardiani–CSF–Faizanè   | 14   |
| 5      | Jasper Philipsen (BEL)   | Alpecin–Fenix          | 14   |
| 6      | Jakob Egholm (DEN)       | Trek–Segafredo         | 13   |
| 7      | Gianni Vermeersch (BEL)  | Alpecin–Fenix          | 10   |
| 8      | Michael Kukrle (CZE)     | Gazprom–RusVelo        | 10   |
| 9      | Daryl Impey (RSA)        | Israel–Premier Tech    | 8    |
| 10     | Michael Mørkøv (DEN)     | Quick-Step–Alpha Vinyl | 8    |

### Soutěž mladých jezdců
| Pořadí | Jezdec                   | Tým                     | Čas         |
| ------ | ------------------------ | ----------------------- | ----------- |
| 1      | Tadej Pogačar (SLO)      | UAE Team Emirates       | 25h 38' 16" |
| 2      | João Almeida (POR)       | UAE Team Emirates       | + 55"       |
| 3      | Luke Plapp (AUS)         | Ineos Grenadiers        | + 2' 11"    |
| 4      | Gino Mäder (SUI)         | Team Bahrain Victorious | + 2' 42"    |
| 5      | Thymen Arensman (NED)    | Team DSM                | + 2' 47"    |
| 6      | Andreas Leknessund (NOR) | Team DSM                | + 3' 20"    |
| 7      | Sebastian Berwick (AUS)  | Israel–Premier Tech     | + 3' 56"    |
| 8      | Samuele Zoccarato (ITA)  | Bardiani–CSF–Faizanè    | + 5' 43"    |
| 9      | Vadim Pronskij (KAZ)     | Astana Qazaqstan Team   | + 7' 43"    |
| 10     | Luca Covili (ITA)        | Bardiani–CSF–Faizanè    | + 8' 39"    |

### Soutěž týmů
| Pořadí | Tým                                | Čas         |
| ------ | ---------------------------------- | ----------- |
| 1      | UAE Team Emirates                  | 76h 56' 52" |
| 2      | Team DSM                           | + 5' 38"    |
| 3      | Team Bahrain Victorious            | + 9' 08"    |
| 4      | Intermarché–Wanty–Gobert Matériaux | + 9' 26"    |
| 5      | EF Education–EasyPost              | + 10' 31"   |
| 6      | Astana Qazaqstan Team              | + 11' 00"   |
| 7      | Movistar Team                      | + 11' 49"   |
| 8      | Bora–Hansgrohe                     | + 13' 29"   |
| 9      | Team Jumbo–Visma                   | + 15' 07"   |
| 10     | Ineos Grenadiers                   | + 18' 21"   |